# Sinojohnstonia moupinensis
Sinojohnstonia moupinensis là loài thực vật có hoa trong họ Mồ hôi. Loài này được (Franch.) W.T. Wang miêu tả khoa học đầu tiên năm 1984.